# 2000年シドニーオリンピックのトリニダード・トバゴ選手団
2000年シドニーオリンピックのトリニダード・トバゴ選手団（2000ねんシドニーオリンピックのトリニダード・トバゴせんしゅだん）は、2000年9月15日から10月1日にかけてオーストラリアのニューサウスウェールズ州シドニーで開催された2000年シドニーオリンピックのトリニダード・トバゴ選手団、およびその競技結果。

## 概要
今大会は銀メダル1個、銅メダル1個の合計2個のメダルを獲得した。

## メダル
| メダル | 選手名         | 競技 | 種目     |
| ------ | -------------- | ---- | -------- |
| 銀     | アト・ボルドン | 陸上 | 男子100m |
| 銅     | アト・ボルドン | 陸上 | 男子200m |